# Masía Torre Monfort (Benasal)
La Masía Torre de Monfort, se encuentra situada en el término municipal de Benasal, en la comarca del Alto Maestrazgo. En concreto se localiza en el camino denominado de Torre Monfort. También es conocida como masía de Celades o de Mangranera. Es un edificio tipificado como militar, por su carácter defensivo y de residencia fortificada, aunque destinado a usos agrícolas.
A pesar de estar catalogada, por declaración genérica, como Bien de Interés Cultural, no está inscrita, presentando tan solo el código identificador: 12.02.026-018, y así se puede comprobar en la ficha BIC de la Dirección general de Patrimonio Cultural de la Generalidad Valenciana.
La Masía Torre Monfort, tuvo que ser de las principales masías del término municipal de Benasal después de la conquista cristiana del siglo XIII. A pesar de esto, los primeros datos que se tienen sobre ella son que en la segunda mitad del siglo XIV, momento en que pertenecía a Bartolí Gomar. La Masía pasó a la familia noble de los Catalán de Montsonís (motivo por el cual durando un cierto tiempo la masía llegó a nombrarse cómo Torre de los Catalanes), que también poseían el molino de Rillo. Durante el siglo XVII pasó a manos del caballero Isidoro Miralles y de él, por herencia, a Febrer y los Vallterra. El nombre de Torre de Monfort se debe a Monfort de Vilafranca y sus herederos, los cuales la alquilaron entre los siglos XVII y XVIII.
Durante un cierto tiempo estuvo destinada a prados para pacer la ganadería de Ramón Vallterra, pero, a su muerte, los herederos la vendieron y se parceló en 1925 entre muchas familias de Benasal.
De todo el conjunto queda un edificio que conserva su aire medieval, a pesar de que ha sufrido algunas reformas. Presenta el aspecto de torreta, las fachadas laterales (aunque no la principal) y unos corrales adjuntos, así como la era.